# Rhinocerophis ammodytoides
Rhinocerophis ammodytoides là một loài rắn trong họ Rắn lục. Loài này được Leybold mô tả khoa học đầu tiên năm 1873.